# Chickmalagavi, Hungund
Chickmalagavi là một làng thuộc tehsil Hungund, huyện Bagalkot, bang Karnataka, Ấn Độ.